# Warbelow’s Air Ventures
Warbelow’s Air Ventures — американская авиакомпания местного значения со штаб-квартирой в городе Фэрбанкс (Аляска, США), выполняющая регулярные пассажирские и чартерные перевозки между небольшими аэропортами штата Аляска. Компания также обеспечивает работы бригад скорой медицинской помощи (санитарная авиация) и предоставляет услуги по подготовке пилотов на самолёты Cessna.
Портом приписки авиакомпании и её главным транзитным узлом является Международный аэропорт Фэрбанкс.

## Флот
По состоянию на февраль 2010 года воздушный флот авиакомпании Warbelow’s Air Ventures составляли следующие самолёты:
- Beechcraft 1900;
- 9 × Piper PA-31 Navajo;
- Piper PA-31T2 Cheyenne II XL Aircraft — для работы санитарной авиации;
- Piper PA-18 «Super Cub» — экскурсионные маршруты и чартерные рейсы для перевозки охотников;
- Cessna 172 — экскурсионные туры;
- Cessna 206.

## Маршрутная сеть
Авиакомпания Warbelow’s Air Ventures выполняет пассажирские и грузовые перевозки только в пределах штата Аляска. Регулярные рейсы из Фэрбанкса в аэропорты населённых пунктов Сентрал, Серкл, Мэнли-Хот-Спрингс, Минто и Рампарт субсидируются за счёт средств Федеральной программы США Essential Air Service (EAS) по обеспечению воздушного сообщения между небольшими населёнными пунктами страны.
- Аллакакет (AET) — Аэропорт Аллакакет
- Анкчувек-Пасс (AKP) — Аэропорт Анкчувек-Пасс
- Бивер (WBQ) — Аэропорт Бивер
- Беттлс (BTT) — Аэропорт Беттлс
- Сентрал (CEM) — Аэропорт Сентрал
- Чалкитсик (CIK) — Аэропорт Чалкитсик
- Серкл (IRC) — Аэропорт Серкл-Сити
- Серкл-Хот-Спрингс (CHP) — Аэропорт Серкл-Хот-Спрингс
- Фэрбанкс — Международный аэропорт Фэрбанкс — хаб
- Форт-Юкон (FYU) — Аэропорт Форт-Юкон
- Галена (GAL) — Аэропорт имени Эдварда Г. Питки младшего
- Хьюс (HUS) — Аэропорт Хьюс
- Хуслия (HSL) — Аэропорт Хуслия
- Калтаг (KAL) — Аэропорт Калтаг
- Мэнли-Хот-Спрингс (MLY) — Аэропорт Мэнли-Хот-Спрингс
- Минто (MNT) — Аэропорт Минто
- Нулато (NUL) — Аэропорт Нулато
- Рампарт (RMP) — Аэропорт Рампарт
- Руби (RBY) — Аэропорт Руби
- Стивенс-Вилладж (SVS) — Аэропорт Стивенс-Вилладж
- Танана (TAL) — Аэропорт имени Ральфа М. Кэлхуна
- Венети (VEE) — Аэропорт Венети